# Мурманская митрополия
Мурманская митрополия — митрополия Русской православной церкви, образованная в границах Мурманской области.

## История
Образована решением Священного Синода Русской православной церкви 2 октября 2013 года.
Главой митрополии назначен правящий архиерей Мурманской и Мончегорской епархии.

### Митрополиты
- Симон (Гетя) (2 октября 2013 — 26 февраля 2019)
- Митрофан (Баданин) (с 26 февраля 2019)

## Состав митрополии
Мурманская митрополия включает в себя 2 епархии:
- Мурманская епархия
- Североморская епархия